# Зелена Роща (Совєтський район)
Зеле́на Ро́ща (рос. Зелёная Роща, марій. Зеленая Роща) — колишнє селище у складі Совєтського району Марій Ел, Росія. Входило до складу Солнечного сільського поселення. 30 листопада 2023 року Державні збори Республіки Марій Ел постановили виключити селище Зелена Роща.

## Населення
Населення — 141 особа (2010; 170 у 2002).
Національний склад (станом на 2002 рік):
- росіяни — 48 %
- марі — 39 %